# Seks sange med klaver til dikt av Nordahl Grieg
Seks sange med klaver til dikt av Nordahl Grieg is een liederenbundel gecomponeerd door de Noor Christian Sinding. Het waren toonzettingen van gedichten van Nordahl Grieg, indirect familie van Edvard Grieg. De componist was bijna tachtig, de schrijver dertig jaar oud. Toch ontstond een vriendschap. Opvallend was dat later Nordahl Grieg een oorlogsheld werd in de Tweede Wereldoorlog tegen de Duitsers. Sinding, waarschijnlijk niet meer bij zijn volledige verstand (hij leed zwaar aan dementie), zou met de Duitsers geheuld hebben.
Onder de zes liederen bevinden zich:
1. Graagjæs
2. Farvel
3. Vuggesang i Mørketiden.

Of Sinding het al had besloten is onbekend, maar Farvel (vaarwel) klinkt als een afscheid van de (muziek)wereld. Grieg had geschreven: "Det var som dade vi den kvaeld" (Het was alsof we stierven die avond). Opus 130 was het laatste wat van Sinding verscheen. Eind 1936 overleed Sindings vrouw Augusta en was de componist bijna geheel doof. Daarnaast verloor de componist, zoals eerder vermeld, langzaam contact met de werkelijkheid. In een helder moment in 1939 schreef hij nog: "Alleen God weet waarom iemand te lang moet blijven leven. Misschien vergeet ik op een dag te leven". Het manuscript van de liederen (of een deel daarvan) is in het bezit van de Staatsbibliotheek van Noorwegen.